# Юникова, Полина Игоревна
Полина Игоревна Юникова (род. 17 апреля 2005, Москва) — российская волейболистка, центральная блокирующая.

## Биография
Волейболом начала заниматься в 10-летнем возрасте в московской СШОР «Виктория», а в 2020 году приглашена в Казань, где стала выступать за команду «Динамо-Академия»-УОР («Динамо-Ак Барс»-УОР), с которой дважды выиграла «золото» и дважды «серебро» Молодёжной лиги. В 2022—2023 на правах аренды выступала за «Липецк», в составе которого дебютировала в суперлиге чемпионата России. В 2023 году заявлена за основную команду ВК «Динамо-Ак Барс». Серебряный призёр чемпионата России 2025, обладатель Суперкубка России, Кубка Легенд и Кубка России 2024 года. В 2025 перешла в челябинский «Динамо-Метар».

### Клубная карьера
- 2020—2022, 2023—2024 —  «Динамо-Академия»-УОР/«Динамо-Ак Барс»-УОР (Казань) — молодёжная лига;
- 2022—2023 —  «Липецк» (Липецк) — суперлига;
- 2023—2025 —  «Динамо-Ак Барс» (Казань) — суперлига;
- с 2025 —  «Динамо-Метар» (Челябинск) — суперлига.

## Достижения

### Клубные
- серебряный призёр чемпионата России 2025
- победитель розыгрыша Кубка России 2024;
  - серебряный призёр Кубка России 2025.
- обладатель Суперкубка России 2024.
- победитель розыгрыша Кубка Легенд 2024.
- бронзовый призёр розыгрыша Кубка Столетия отечественного волейбола 2023.
- двукратная чемпионка (2022, 2024) и двукратный серебряный призёр (2021, 2023) Молодёжной лиги чемпионата России.
- победитель (2022) и двукратный серебряный призёр (2021, 2023) розыгрышей Кубка Молодёжной лиги.

### Индивидуальные
- 2021: лучшая центральная блокирующая (одна из двух) Кубка Молодёжной лиги.
- 2022: лучшая центральная блокирующая (одна из двух) чемпионата Молодёжной лиги.
- 2023: лучшая центральная блокирующая (одна из двух) Кубка Молодёжной лиги.